# Carrier Aces
Carrier Aces (キャリアエース?, Kyaria Ēsu) è un videogioco di simulazione di volo pubblicato per Super Nintendo Entertainment System nel 1995.

## Modalità di gioco
I giocatori controllano un pilota di aeroplani delle forze aeree statunitensi o giapponesi durante la seconda guerra mondiale. A bordo di una portaerei, i giocatori possono fare numerose missioni per contribuire allo sforzo bellico. Nelle missioni della campagna tutti i velivoli hanno statistiche differenti e i giocatori sono liberi di scegliere che tipo di velivolo vogliono utilizzare sul campo di battaglia.
Tutti gli aerei hanno un acceleratore, un tachimetro, un altimetro, una bussola e un serbatoio carburante.

## Critica
All'uscita, Famicom Tsūshin diede al gioco 18 su 40. Electronic Gaming Monthly gli diede 6.4 su 10, affermando che Carrier Aces riesce a farti sentire nell'abitacolo di un classico aereo da caccia, inoltre gli elementi strategici e la modalità multigiocatore sono un ottimo tocco. GamePro lodò il gioco per la varietà delle sue missioni, il multigiocatore a schermo diviso bilanciato e il comparto sonoro coinvolgente, lamentandosi tuttavia della difficoltà del combattimento aereo.